# Çorlu

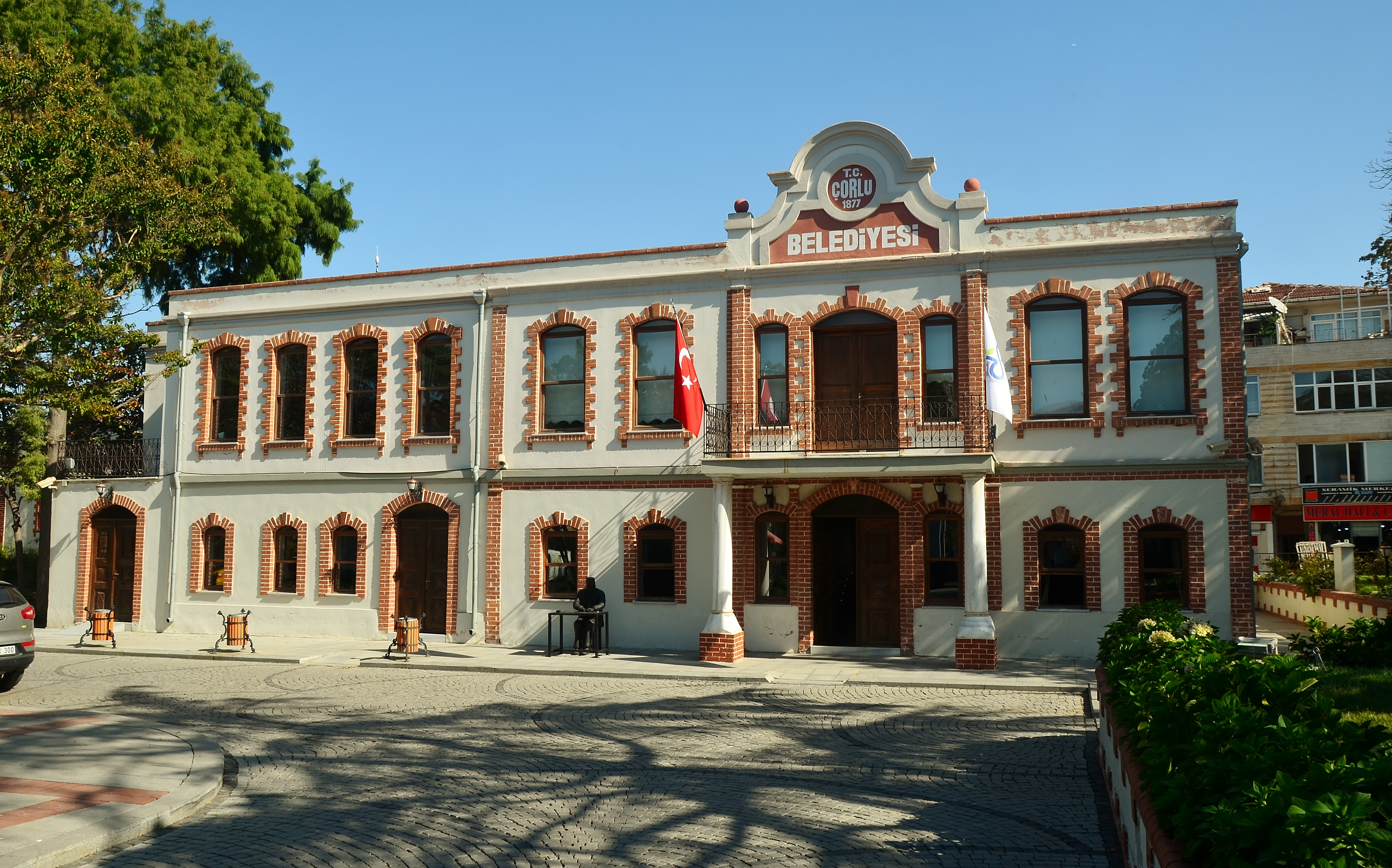
Gemeindeverwaltung Çorlu

Çorlu (lateinisch Caenophrurium, griechisch Τσόρλου Tsorlou oder Τυρολόη Tyroloi) ist eine Stadtgemeinde (Belediye) im gleichnamigen Ilçe (Landkreis) der Provinz Tekirdağ und gleichzeitig eine Gemeinde der 2012 geschaffenen Büyüksehir belediyesi Tekirdağ  (Großstadtgemeinde/Metropolprovinz) im europäischen Teil der Türkei. Seit der Gebietsreform 2013 ist die Gemeinde flächen- und einwohnermäßig identisch mit dem Landkreis.

## Geografie
Çorlu liegt in der Provinz Tekirdağ in Ostthrakien, etwa 90 km westlich des Stadtzentrums von Istanbul. Çorlu ist der bevölkerungsreichste "Stadtbezirk" der Großstadtgemeinde Tekirdağ und hat im Süden einen schmalen Zugang zum Marmarameer.

## Geschichte
In der Antike hieß der Ort Caenophrurium. 275 wurde der römische Kaiser Aurelian in der Nähe ermordet und hier begraben. Im 15. Jahrhundert fiel auch diese Region an die Osmanen und wurde Teil des Osmanischen Reiches.
Der schon vor der Gründung der Türkischen Republik (1923) bestehende Kreis gab 
- 1957 den westlichen Teil an den neugeschaffenen Kreis Muratli ab,
- 1987 den südlichen Teil an den neugebildeten Kreis Marmara Ereğlisi sowie
- 2012 den nördlichen Teil an den neugeschaffenen Kreis Ergene ab.

Die Fläche des Kreises Çorlu verringerte sich dadurch um etwa 70 Prozent.
(Bis) Ende 2012 bestand der Landkreis neben der Kreisstadt aus den fünf Stadtgemeinden (Belediye) Marmaracık, Misinli, Ulaş, Velimeşe und Yenice sowie 17 Dörfern (Köy), die während der Verwaltungsreform 2013 in Mahalle (Stadtviertel, Ortsteile) überführt wurden. Die 20 existierenden Mahalle der Kreisstadt blieben erhalten. Den Mahalle steht ein Muhtar als oberster Beamter vor. Ende 2020 lebten durchschnittlich 10740 Menschen in jedem dieser 26 Mahalle, 40.405 Einw. im bevölkerungsreichsten (Şeyhsinan).

## Wirtschaft
Çorlu ist eine schnell wachsende Industriestadt. Sie ist durch zahlreiche Betriebe der Textil- und Lebensmittelbranche geprägt. 

## Verkehr
Der Bahnhof von Çorlu liegt an der Bahnstrecke İstanbul Sirkeci–Swilengrad.
Bei Çorlu liegt der Flughafen Tekirdağ Çorlu.

## Sehenswürdigkeiten
Am Stadtrand, neben der Eisenbahnstrecke, ist eine byzantinische Festung zu sehen.

## Persönlichkeiten
- Memduh Şevket Esendal (1883–1952), Schriftsteller und Diplomat
- Kemal Kurt (1947–2002), Schriftsteller, Übersetzer und Fotograf